# Monona
|  | Per a altres significats, vegeu «Monona (Wisconsin)». |

Monona és una població dels Estats Units a l'estat d'Iowa. Segons el cens del 2000 tenia 1.550 habitants.

## Demografia
Segons el cens del 2000, Monona tenia 1.550 habitants, 659 habitatges, i 432 famílies. La densitat de població era de 520,4 habitants/km².
Dels 659 habitatges en un 28,7% hi vivien nens de menys de 18 anys, en un 55,4% hi vivien parelles casades, en un 5,8% dones solteres, i en un 34,4% no eren unitats familiars. En el 30,3% dels habitatges hi vivien persones soles el 19% de les quals corresponia a persones de 65 anys o més que vivien soles. El nombre mitjà de persones vivint en cada habitatge era de 2,35 i el nombre mitjà de persones que vivien en cada família era de 2,93.
Per edats la població es repartia de la següent manera: un 24,1% tenia menys de 18 anys, un 6,5% entre 18 i 24, un 26,9% entre 25 i 44, un 19,2% de 45 a 60 i un 23,4% 65 anys o més.
L'edat mediana era de 40 anys. Per cada 100 dones de 18 o més anys hi havia 89,7 homes.
La renda mediana per habitatge era de 35.000 $ i la renda mediana per família de 42.679 $. Els homes tenien una renda mediana de 28.942 $ mentre que les dones 19.954 $. La renda per capita de la població era de 18.746 $. Entorn del 5,2% de les famílies i el 7,3% de la població estaven per davall del llindar de pobresa.

## Poblacions properes
El següent diagrama mostra les poblacions més properes.